# Скид

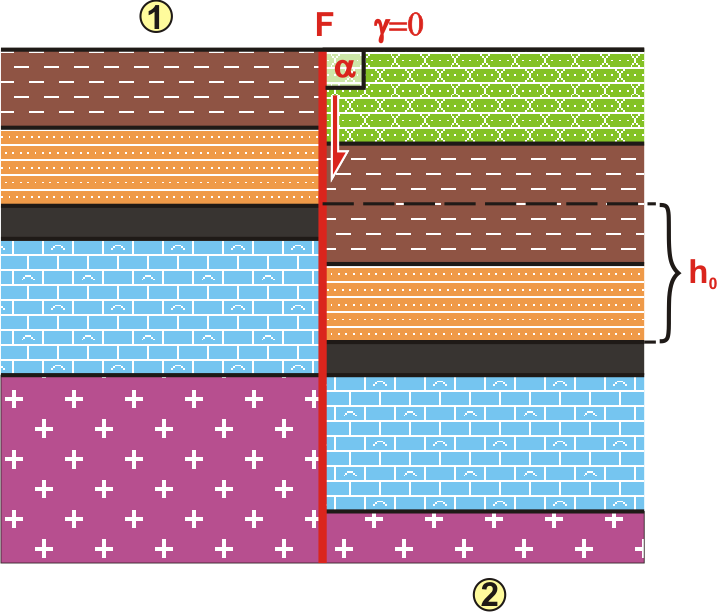
Вертикальний скид

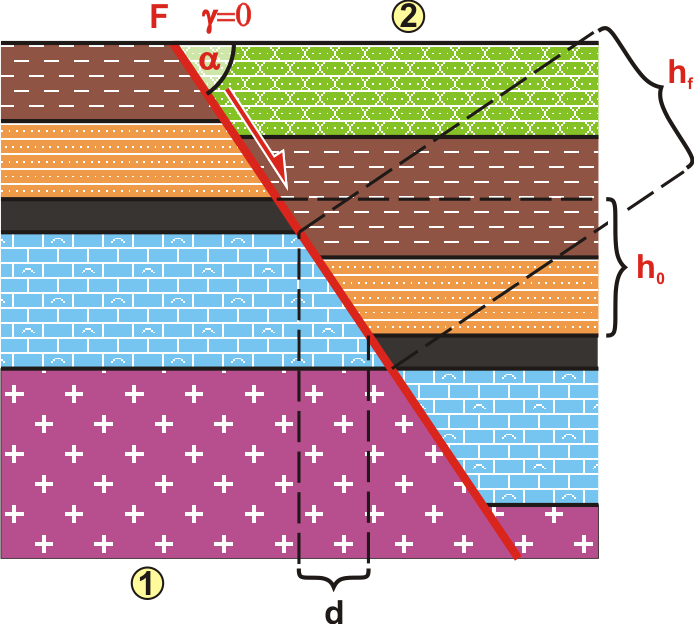
Нормальний скид

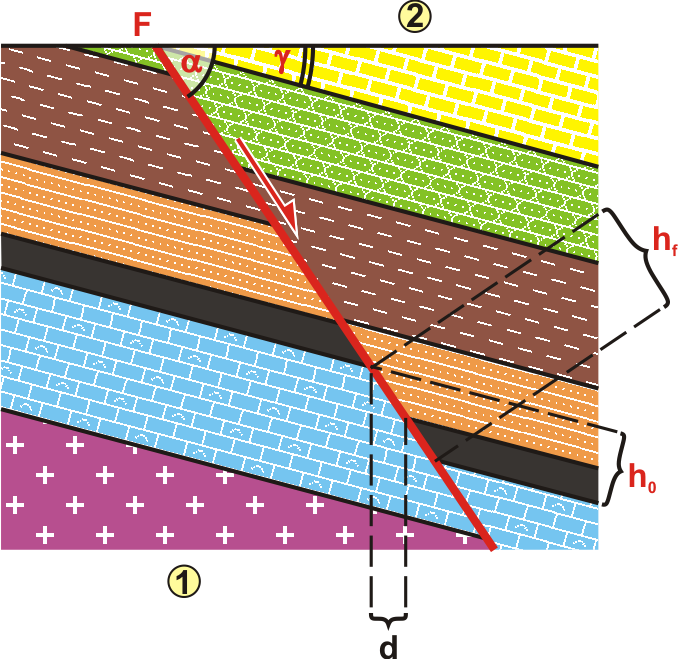
Згідний скид

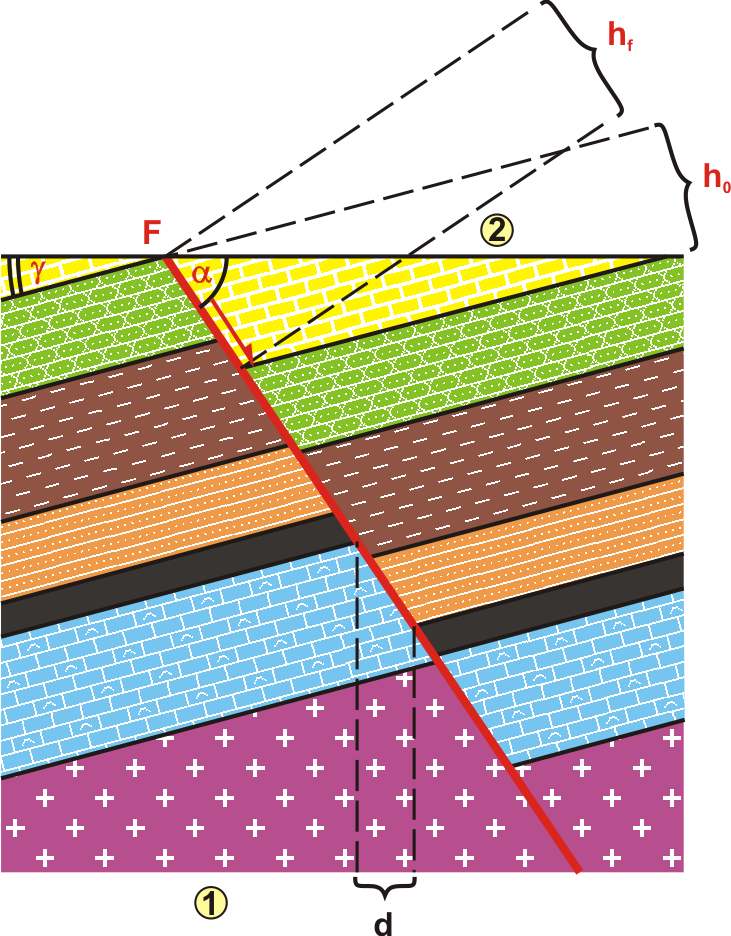
Незгідний скид

Скид — диз'юнктивне порушення, яке має зміщувач, нахилений в бік опущеного крила розлому.

## Загальний опис
Переміщені по зміщувачу блоки гірських порід називаються крилами скиду, Утворення їх пов'язано з горизонтальною деформацією розтягу, тобто з таким напруженим станом, при якому вертикальна складова напруження є літостатичним тиском, а горизонтальне девіаторне напруження є розтягуючим. Перетин зміщувача з денною поверхнею називається лінією скиду. Скиди бувають закриті (крила щільно прилягають один до одного) і відкриті (між крилами існує вільний простір, котрий як правило виповнений уламками бокових порід — тектонічною брекчією, або жильними утвореннями).
Скид — різновид розривних тектонічних порушень (тектонічний розрив) земної кори зі зміщенням розірваних частин геологічного тіла одне відносно одного вниз уздовж тріщини. При С. переміщення гірських порід відбувається або по вертикальній (вертикальний скид), або по нахиленій (крутоспадний скид) поверхні таким чином, що висяче крило відносно зміщується вниз, а лежаче крило — вгору. Таким чином С. утворюється вздовж вертикальної чи похилої (часто круто) тріщини, яка похила в сторону опущеного крила структури, утворюється в умовах її розтягання і виражений в опусканні одного блока кори вздовж поверхні розриву, вертикальної або похилої під відносно опущений блок. С. часто комбінуються попарно, утворюючи скидові западини — ґрабени, або виступи — горсти. Розповсюдженими є також ступінчасті С. Амплітуда С. може досягати перших км (в рифтах). С. зустрічаються в різноманітних структурних зонах земної кори (як на континентах, так і в океанах).

## Класифікація
Розрізняють такі види скидів:

- За нахилом зміщувача

- Вертикальні
- Нормальні

- За відношенням зміщувача до простягання порід на крилах

- Поздовжні
- Косі
- Поперечні

- За відношенням зміщувача до падіння порід на крилах

- Узгоджені (пласти і поверхня зміщувача падають в одну сторону)
- Неузгоджені (пласти і поверхні зміщувача падають в різні сторони)

- За розташуванням в плані системи скидів

- Паралельні
- Радіальні
- Периферичні
- Розгалужені
- Кулісоподібні

Також розрізняють шарнірні скиди, коли зміщення крил відбувається навколо осі, яка перпендикулярна зміщувачу.
Пучок скидів, жмут скидів — ряд скидів, зміщувачі яких сходяться або зближуються в одній точці (або розходяться з одного центру).

## Окремі різновиди
- СКИД НАХИЛЕНИЙ — скид зі зміщувачем, орієнтований під кутом до горизонтальної площини.
- СКИД ПОЗДОВЖНІЙ — скид, зміщувач якого приблизно паралельний простяганню порушених ним гірських порід.
- СКИД ПОПЕРЕЧНИЙ — скид, зміщувач якого орієнтований приблизно перпендикулярно до простягання порушених ним гірських порід.
- СКИД ПРОСТИЙ — скид, при якому переміщення відбулося тільки по одному зміщувачу і в одному напрямку.
- СКИД СІЧНИЙ — те ж саме, що й скид поперечний.
- СКИД СКЛАДНИЙ — поєднання декількох простих скидів.
- СКИДИ СХІДЧАСТІ — система нормальних скидів, які послідовно розташовані один за одним. Приклад — скиди по обидва боки долини р. Рейн між Вогезами і Шварцвальдом. Син. — скиди терасові.

## Лінія скиду
Лінія скиду (рос. линия сброса, англ. line of downthrow, line of fault; нім. Verwerfungslinie f, Sprunglinie f, Störungslinie f)– лінія перетину площини скиду з вертикальною площиною.